# Fabier (Wien)

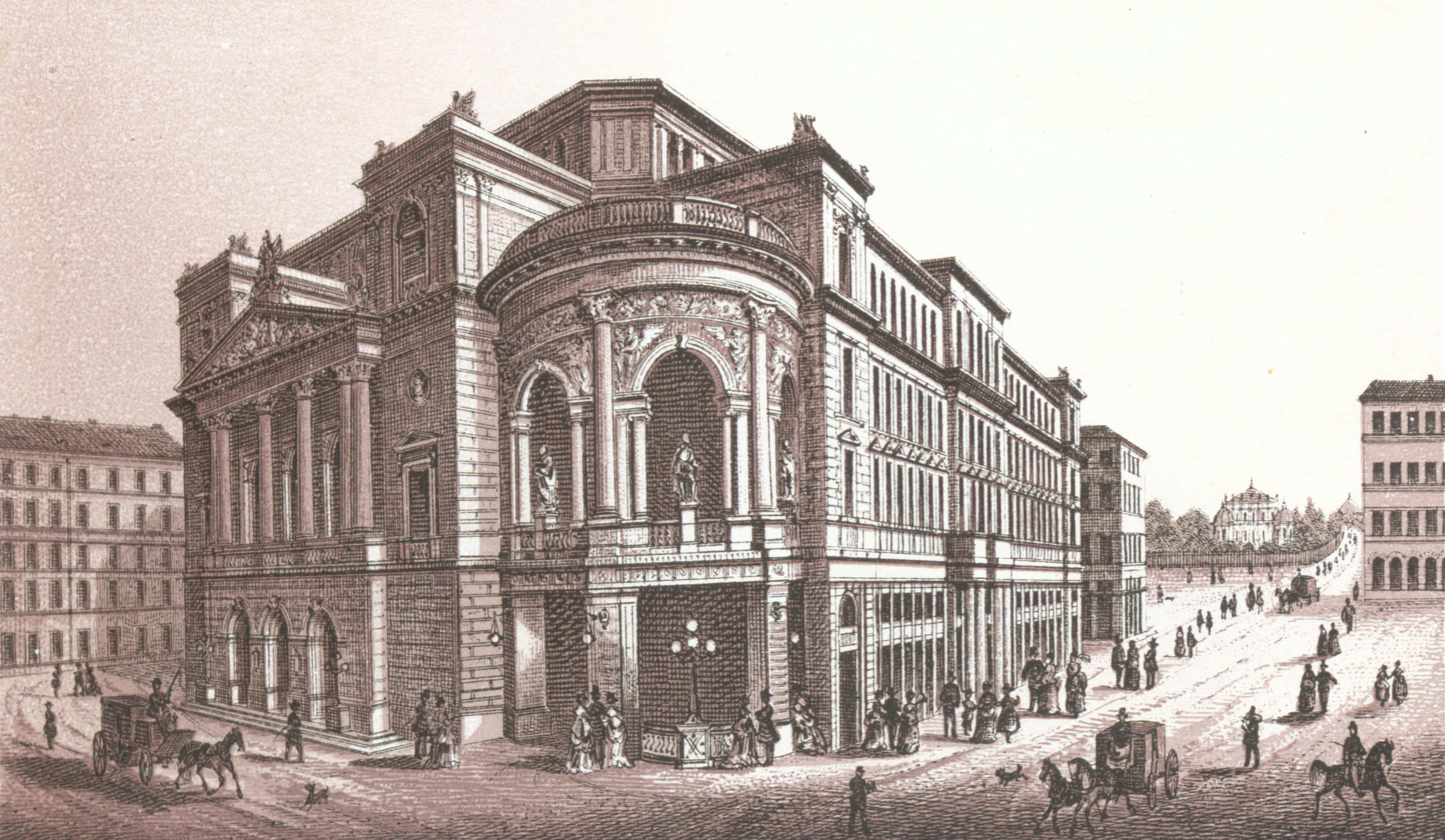
Das Etablissement Ronacher war Treffpunkt der Fabier

Die Fabier waren eine Gesellschaft von sozialreformerischen Intellektuellen in Wien.
Die „Wiener Fabier Gesellschaft“ wurde nach dem englischen Vorbild der 1884 gegründeten Fabian Society 1893 vom Nationalökonomen Otto Wittelshöfer ins Leben gerufen. In der Folge wurde von den Fabiern 1896 die Sozialpolitische Partei gegründet, die bis 1919 hauptsächlich in Wien und Niederösterreich eine Rolle als Anreger sozialer Reformen, etwa bei der Förderung der Volksbildung oder der bürgerlichen Frauenbewegung spielte und speziell von den Christlichsozialen Karl Luegers massiv bekämpft wurde. Bekannte Fabier waren der Philosoph und Reformpädagoge Wilhelm Jerusalem, der Sozialreformer und Erfinder Josef Popper-Lynkeus, der Sozialist Victor Adler, Carl Colbert, Tomáš Garrigue Masaryk, Engelbert Pernerstorfer, der spätere Bundespräsident Michael Hainisch sowie der Ökonom und Politiker Eugen von Philippovich.
Bald schloss sich Julius Ofner den Fabiern an und wurde von vielen als ihr geistiges Oberhaupt angesehen.
Versammlungsort war der Ballsaal Ronacher. Die Wiener Fabier Gesellschaft löste sich 1901 im Zusammenhang mit Wittelshöfers Tod (21. Februar 1901) auf.